# Seleção Egípcia de Handebol Masculino
A Seleção Egípcia de Handebol Masculino é a representante do Egito nas competições oficiais internacionais de Handebol. Para tal ela é regida pela Federação Egípcia de Handebol, que por sua vez é filiada à Federação Internacional de Andebol desde 1960.

## Títulos
- Campeonato Africano (6): 1991, 1992, 2000, 2004, 2008 e 2016